# Yèvre
Die Yèvre [jɛvʁ] (lateinisch Avara [f.]) ist ein Fluss in Frankreich, der im Département Cher in der Region Centre-Val de Loire verläuft. 
Sie entspringt unter dem Namen Ruisseau de Gron im Gemeindegebiet von Gron, entwässert zunächst in südwestlicher Richtung, dreht dann auf Nordwest und mündet nach rund 80 Kilometern im Stadtgebiet von Vierzon als rechter Nebenfluss in den Cher. Im Abschnitt zwischen Bourges und Vierzon folgt der aufgelassene Schifffahrtskanal Canal de Berry dem Flussverlauf der Yèvre.

## Orte am Fluss
- Gron
- Baugy
- Avord
- Saint-Germain-du-Puy

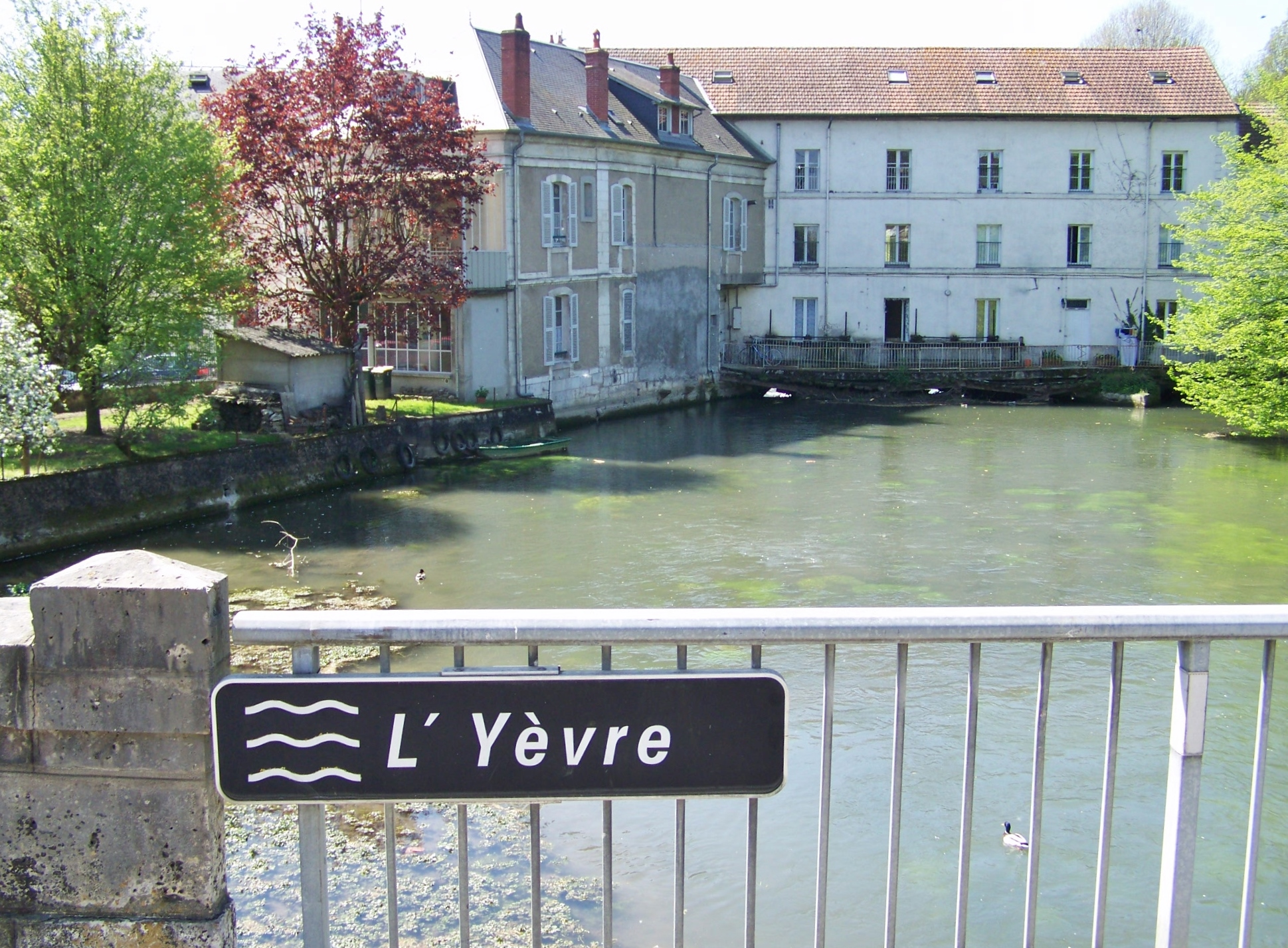
Bourges
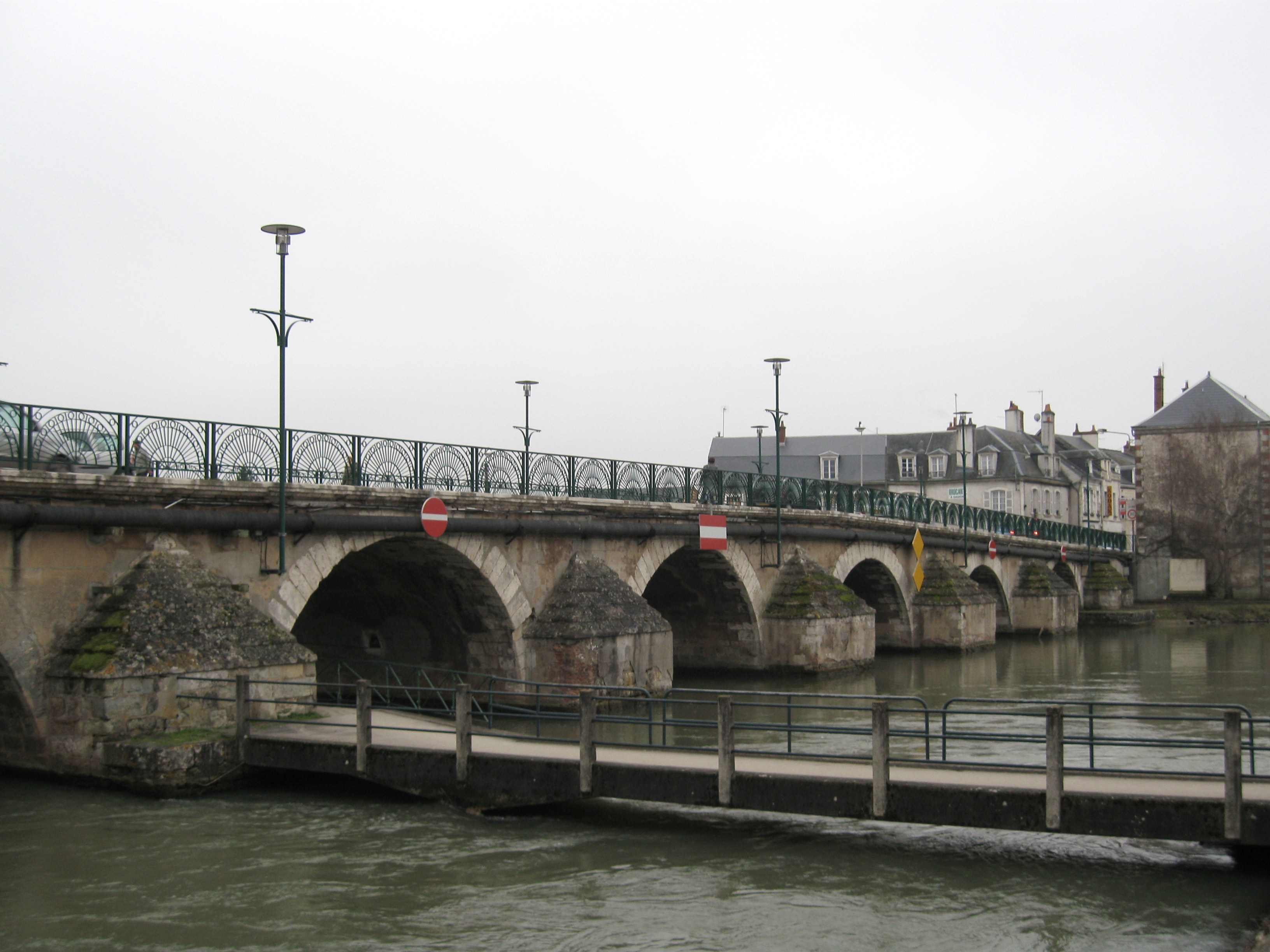
Brücke in Vierzon über die Yèvre und den Canal de Berry

- Marmagne
- Mehun-sur-Yèvre
- Vignoux-sur-Barangeon
- Vierzon

- Bourges
- Brücke in Vierzon über die Yèvre und den Canal de Berry